# Karl Gelpcke
Karl Friedrich Wilhelm Gelpcke (* 27. Mai 1894 in Berlin; † 1941) war ein deutscher Bankmanager.

## Leben
Nach dem Abitur am Luisengymnasium Berlin studierte Karl Gelpcke an den Universitäten Grenoble und Bonn Rechtswissenschaften. 1913 wurde er Mitglied des Corps Palatia Bonn. 1919 legte er das Referendarexamen ab und wurde an der Universität Köln zum Dr. jur. promoviert. Seit 1925 war er Vorstandsmitglied der Preußischen Hypotheken-Aktienbank in Berlin und Handelsrichter.
Seine Eltern waren der gleichnamige Bankier und Präsident der IHK Berlin (1932–1935) Karl Gelpcke (1863–1939) und dessen Ehefrau Bertha, geb. Boeckmann. Er war mit Hertha Gelpcke verheiratet, Tochter des Universitätsprofessors A. Pflüger.